# 驃騎将軍
驃騎将軍（ひょうきしょうぐん）は、中国の前漢以降の官職名。軍を率いる将軍位の一つ。票騎将軍と記述されることもある。
前漢の武帝の元狩2年（紀元前121年）に霍去病が就任したことに始まり、元狩4年（紀元前119年）には大将軍と同等の秩禄とされた。
『続漢書』百官志によれば、常に置かれるわけではなく、反乱の征伐を掌り兵を指揮する。将軍位としては大将軍に次ぎ、車騎将軍、衛将軍の上位に当たる。
属官には長史、司馬（各秩禄比千石）、従事中郎（秩禄比六百石）がいる。兵を領する場合、部・曲が置かれる。部には校尉（秩禄比二千石）、軍司馬（秩禄比千石）が置かれる。部の下に曲があり、軍候（秩禄比六百石）が置かれる。曲の下には屯があり、屯長（秩禄比二百石）が置かれる。
三国時代の魏では二品官であった。
北魏では一品官となった。
隋代には驃騎府・車騎府が府兵制の中核となったため、驃騎将軍は驃騎府の指揮官として府兵を率いた。大業3年（607年）には驃騎府・車騎府が統合され鷹揚府となり、府の指揮官は鷹揚郎将となった。唐代に入ると驃騎府・車騎府が復活したが、貞観年間に再び折衝府に統合され、府の指揮官は折衝都尉となった。
職名としての驃騎将軍は消滅したが、唐から明に至るまで武官の散官の名称として残り続けた。特に唐・宋では「驃騎大将軍」は武散官の筆頭であった。